# Чемпионат России по рэндзю
Чемпионат России по рэндзю — ежегодное соревнование игроков в рэндзю, организуемое Ассоциацией рэндзистов России. Проводится с 1992 года. Действующим победителем является Максим Орлов из Нижнего Новгорода.

## Возникновение
Чемпионат России по рэндзю является правопреемником чемпионата СССР по рэндзю. Первый финал прошел в феврале 1993 года в городе Елец, отборочный турнир к нему состоялся в Москве в ноябре 1992 года. Чемпионат проводится ежегодно.

## Победители и призёры
| №      | Год                                  | Город           | 1-е место          | 2-е место          | 3-е место           |
| ------ | ------------------------------------ | --------------- | ------------------ | ------------------ | ------------------- |
| I      | Чемпионат России по рэндзю 1992/1993 | Елец            | Михаил Кожин       | Виктор Александров | Николай Михайлов    |
| II     | Чемпионат России по рэндзю 1993/1994 | Нижний Новгород | Игорь Синёв        | Виктор Александров | Александр Михайлов  |
| III    | Чемпионат России по рэндзю 1994/1995 | Елец            | Павел Сальников    | Степан Песков      | Игорь Синёв         |
| IV     | Чемпионат России по рэндзю 1995/1996 | Жигулёвск       | Дмитрий Ильин      | Степан Песков      | Игорь Синёв         |
| V      | Чемпионат России по рэндзю 1996/1997 | Рыбинск         | Александр Климашин | Михаил Кожин       | Дмитрий Красноносов |
| VI     | Чемпионат России по рэндзю 1997/1998 | Дубна           | Михаил Кожин       | Александр Михайлов | Игорь Синёв         |
| VII    | Чемпионат России по рэндзю 1998/1999 | Вербилки        | Михаил Кожин       | Владимир Сушков    | Юрий Таранников     |
| VIII   | Чемпионат России по рэндзю 1999/2000 | Электросталь    | Игорь Синёв        | Павел Сальников    | Юрий Таранников     |
| IX     | Чемпионат России по рэндзю 2000/2001 | Городец         | Владимир Сушков    | Игорь Синёв        | Константин Никонов  |
| X      | Чемпионат России по рэндзю 2001/2002 | Электросталь    | Павел Сальников    | Константин Чингин  | Александр Климашин  |
| XI     | Чемпионат России по рэндзю 2002/2003 | Архангельск     | Александр Михайлов | Константин Чингин  | Александр Климашин  |
| XII    | Чемпионат России по рэндзю 2003/2004 | Нижний Новгород | Константин Чингин  | Владислав Кареев   | Юлия Саврасова      |
| XIII   | Чемпионат России по рэндзю 2004/2005 | Колонтаево      | Юлия Саврасова     | Сергей Артемьев    | Павел Сальников     |
| XIV    | Чемпионат России по рэндзю 2005/2006 | Рыбинск         | Константин Чингин  | Юлия Саврасова     | Александр Климашин  |
| XV     | Чемпионат России по рэндзю 2006/2007 | Санкт-Петербург | Владимир Сушков    | Константин Чингин  | Антс Соосырв        |
| XVI    | Чемпионат России по рэндзю 2007/2008 | Санкт-Петербург | Егор Сердюков      | Константин Никонов | Владимир Сушков     |
| XVII   | Чемпионат России по рэндзю 2008/2009 | Электросталь    | Владимир Сушков    | Максим Карасёв     | Константин Никонов  |
| XVIII  | Чемпионат России по рэндзю 2009/2010 | Санкт-Петербург | Константин Никонов | Юлия Саврасова     | Максим Карасёв      |
| XIX    | Чемпионат России по рэндзю 2010/2011 | Суздаль         | Сергей Артемьев    | Александр Михайлов | Максим Карасёв      |
| XX     | Чемпионат России по рэндзю 2011/2012 | Суздаль         | Павел Макаров      | Константин Никонов | Егор Сердюков       |
| XXI    | Чемпионат России по рэндзю 2012/2013 | Ярославль       | Дмитрий Епифанов   | Александр Михайлов | Виктор Балабай      |
| XXII   | Чемпионат России по рэндзю 2013/2014 | Ярославль       | Дмитрий Епифанов   | Константин Никонов | Олег Федоркин       |
| XXIII  | Чемпионат России по рэндзю 2014/2015 | Суздаль         | Павел Макаров      | Олег Федоркин      | Максим Карасёв      |
| XXIV   | Чемпионат России по рэндзю 2015/2016 | Ярославль       | Константин Никонов | Олег Федоркин      | Павел Сальников     |
| XXV    | Чемпионат России по рэндзю 2016/2017 | Ярославль       | Павел Макаров      | Константин Никонов | Максим Карасёв      |
| XXVI   | Чемпионат России по рэндзю 2017/2018 | Ярославль       | Олег Федоркин      | Павел Макаров      | Дмитрий Епифанов    |
| XXVII  | Чемпионат России по рэндзю 2018/2019 | Ярославль       | Павел Макаров      | Константин Никонов | Олег Федоркин       |
| XXVIII | Чемпионат России по рэндзю 2019/2020 | Ярославль       | Константин Никонов | Дмитрий Епифанов   | Иван Данилин        |
| XXIX   | Чемпионат России по рэндзю 2021      | Ярославль       | Дмитрий Епифанов   | Павел Сальников    | Евгений Смирнов     |
| XXX    | Чемпионат России по рэндзю 2021/2022 | Ярославль       | Максим Орлов       | Михаил Кожин       | Дмитрий Епифанов    |
| XXXI   | Чемпионат России по рэндзю 2022/2023 | Ярославль       | Максим Орлов       | Николай Бурцев     | Павел Макаров       |

## Система проведения соревнований
Состав финальной стадии чемпионата России, 16 человек, набирается из победителей прошлого финала и победителей отборочного турнира. Система проведения финала — круговой турнир, отборочного — швейцарская.